# Оповідь лицаря
Оповідь лицаря — це перша казка із збірки «Кентерберійські оповіді» Джефрі Чосера .
Лицар описується автором в «Загальному пролозі» як особа вищого соціального рангу серед паломників, хоча його манери та одяг є скромними. Він брав участь у п'ятнадцяти хрестових походах у різних країнах, а також боровся за одного язичницького лідера проти іншого. Хоч Лицар, як стверджує Чосер у творі, і справді брав участь у всіх тих походах та боях, його успіхи там є скоріше просто ідеалізованими. Детальний портрет лицаря в «Пролозі» "вважається був написаний, щоб показати чоловіка з бездоганними ідеалами, та все ж таки деякі бачать його як найманця. Разом із ним на паломництво вирушає Сквір, його 20-річний син.
Історія знайомить з різними типовими аспектами лицарства, такими як придворне кохання та етичні дилеми.